# Поліщук Анатолій Костянтинович
Анатолій Костянтинович Поліщук (нар. 30 травня 1948) — радянський партійний діяч, секретар Київського обласного комітету КПУ, 1-й секретар Переяслав-Хмельницького міського комітету КПУ Київської області.

## Життєпис
Закінчив Український інститут інженерів водного транспорту.
Працював майстром пересувної механізованої колони тресту «Київводбуд», старшим виконробом, головним інженером пересувної механізованої колони в Чорнобильському районі Київської області.
Член КПРС з 1974 року.
З 1977 року — завідувач відділу Чорнобильського районного комітету КПУ Київської області; 2-й секретар Іванківського районного комітету КПУ Київської області; заступник завідувача відділу будівництва Київського обласного комітету КПУ.
Закінчив Вищу партійну школу при ЦК КПУ.
У 1987—1990 роках — 1-й секретар Переяслав-Хмельницького міського комітету КПУ Київської області.
22 листопада 1990 — 1991 року — секретар Київського обласного комітету КПУ з соціально-економічному розвитку.
З 1991 року займався підприємницькою діяльністю.
Потім — на пенсії в місті Києві.

## Нагороди
- ордени
- медалі